# Cărpiniș (Gârbova), Alba
Cărpiniș este un sat în comuna Gârbova din județul Alba, Transilvania, România.

## Lăcașuri de cult
- Biserica „Adormirea Maicii Domnului”, din secolul al XVIII-lea.

## Galerie de imagini

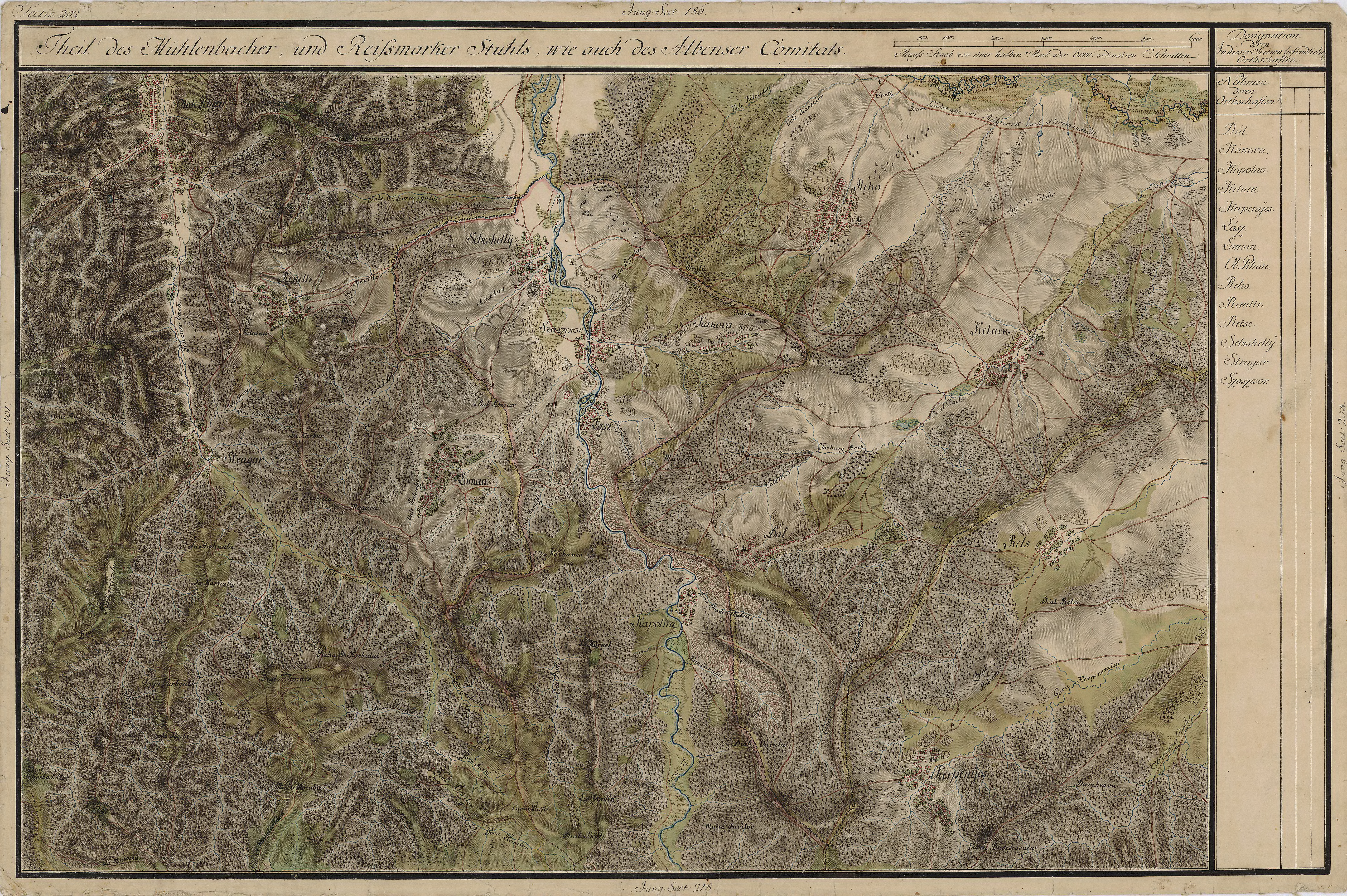
Cărpiniș pe Harta Iosefină a Transilvaniei, 1769-1773